# Blake Heron
Blake Heron (Sherman Oaks, Califórnia, 11 de janeiro de 1982 – La Crescenta-Montrose, Califórnia, 8 de setembro de 2017) foi um actor de cinema norte-americano, conhecido sobretudo pelo seu papel de protagonista como Marty Preston, em 1996, no filme Shiloh - O Melhor Amigo.

## Início de vida
Heron nasceu em Sherman Oaks, na Califórnia, a 11 de Janeiro de 1982. Após o divórcio dos pais, mudou-se com a sua mãe, primeiro para Atlanta, depois para Nova Iorque, e finalmente para Burbank, na Califórnia, onde começou a carreira de actor.

## Carreira
Aos treze anos, estreou no cinema no filme da Disney Tom and Huck, de 1995, e na série de televisão Reality Check, do mesmo ano. A série não teve a duração que se esperava, e Heron protagonizou vários filmes de televisão, incluindo a Trilogy of Terror II, de 1996. Nick Freno: Licensed Teacher, de 1996, foi o seu maior papel aos 14 anos de idade, representando Jordan, um atleta namoradeiro. Em 1997, foi reconhecido pela sua actuação como Marty Preston, no sucesso da Warner Bros, Shiloh - O Melhor Amigo, do ano anterior.
Em 2000, Após concluir o ensino secundário, Heron evitou papeis infantis, aceitando ao invés papéis adultos e de maior seriedade. No filme da HBO Cheaters (2000/1), representou um adolescente sinistro e conspirativo, o mesmo tipo de papel que então tinha em Blast (2000). Após aparecer na televisão em sucessos como Boston Public (2000), Family Law (1999) e The Guardian, assumiu o papel do especialista Galeno Bungum em We Were Soldiers (2002). Também apareceu em Dandelion, em 2004, e recentemente no documentário A Thousand Junkies, que estreou no Festival de Cinema de TriBeCa.

## Morte
A 8 de setembro de 2017 Heron foi encontrado sem dar acordo de si pela sua namorada, na sua residência de Los Angeles. Foi declarado morto após um grupo de paramédicos não o conseguir reanimar. Tinha então 35 anos. Heron havia lutado contra o vício da droga desde os doze anos, e tinha acabado de terminar uma desintoxicação por dependência de heroína alguns dias antes de morrer. No local não foram encontradas quaisquer drogas, mas somente medicamentos contra uma gripe que então afectava o actor.